# سیارک ۵۲۸۵
سیارک ۵۲۸۵ (به انگلیسی: 5285 Krethon، نامگذاری:1989EO11) پنج هزار و دویست و هشتاد و پنجمین سیارک کشف شده‌است که در ۹ مارس ۱۹۸۹ کشف شد.
قدر مطلق سیارک برابر ۹٫۸۰ است.